# Ercole Mattioli
Pour les articles homonymes, voir Mattioli.
Ercole Antonio Mattioli (né le 1er décembre 1640 - avril 1694) est un diplomate italien, qui fut ministre du duc de Charles II de Mantoue. Chargé de négocier la cession de la place de Casale Monferrato, il tenta de tromper le roi de France. Cette manœuvre lui valut d'être enlevé sur ordre de Louis XIV. 

## Biographie
Mattioli est né à Valenza, dans l'actuelle province d'Alexandrie . Conseiller et ministre du duc Charles II de Mantoue, il fut chargé au nom de son maître de négocier avec Louis XIV la vente de la forteresse stratégique de Casale Monferrato. La présence française étant impopulaire depuis les guerres d'Italie, il importait de conserver le plus longtemps possible le secret de la transaction.
Mattioli trouva un accord sur la base de 100 000 écus le 13 mars 1678 et Louis XIV rétribua largement l'émissaire du duc ; mais au moment même où la garnison française allait prendre position dans la place, Mattioli révéla le marchandage aux cours d'Autriche, de Savoie et d'Espagne, ainsi qu'aux doges de Venise, sans doute pour en tirer de nouveaux profits. Louis XIV dut renoncer à son entreprise : il rappela ses troupes.
En 1679, Louis XIV chargea son ambassadeur, le comte d'Estrades, d'enlever Mattioli. Prisonnier de ses dupes le 2 mars 1679, il fut jeté dans les cachots de Pignerol et mis au secret. Certains auteurs ont cru pouvoir l'identifier avec l'homme au masque de fer,,,.
Ercole Antonio Mattioli est mort en détention au fort de l'Île Sainte-Marguerite, en 1694.